# Peso-átomo (MMA)
A divisão de peso-átomo (ou peso mínimo ) em artes marciais mistas geralmente se refere a competidores com peso igual ou inferior a 48 kg (105 lb).  Está abaixo do peso-palha e é a classe de peso mais leve amplamente reconhecido dentro de MMA.  A divisão de peso átomo em artes marciais mistas não é definida pelas Regras Unificadas e é usada quase exclusivamente para o MMA feminino.
- O Invicta FC coloca os limite do peso átomo até 47,7 kg (105 lb)
- ONE Championship , com limite superior em 52 kg (114,6 lb)
- Deep Jewels , com limite superior de 48 kg (105,8 lb)
- The Road, com limite superior de 48 kg (105,8 lb)

## Ambiguidade e esclarecimento
Invicta Fighting Championships, uma organização de MMA feminina, realiza regularmente competições com esse peso. Eles realizaram sua primeira luta por esta categoria de peso no dia 6 de outubro de 2012, com Jessica Penne derrotando Naho Sugiyama por triângulo na segundo round.

## Campeões profissionais

### Mulheres
| Organização | Desde                  | Campeã            | Cartel | Defesas |
| ----------- | ---------------------- | ----------------- | ------ | ------- |
| Invicta FC  | 17 de setembro de 2020 | Alesha Zappitella | 8-2    | 0       |
| ONE FC      | 13 de outubro de 2019  | Angela Lee        | 10-2   | 4       |